# Nột Nhĩ Tô
Nột Nhĩ Tô (tiếng Trung: 訥爾蘇; 12 tháng 10 năm 1690 - 25 tháng 10 năm 1740) là một hoàng thân của nhà Thanh trong lịch sử Trung Quốc, người thừa kế 1 trong 12 tước vị Thiết mạo tử vương.

## Cuộc đời
Nột Nhĩ Tô sinh vào giờ Sửu, ngày 11 tháng 9 (âm lịch) năm Khang Hi thứ 29 (1690), trong gia tộc Ái Tân Giác La. Ông là con trai trưởng của Bình Điệu Quận vương Nột Nhĩ Phúc, mẹ ông là Đích Phúc tấn Hoàn Nhan thị (完顏氏). Năm Khang Hi thứ 40 (1701), tháng 10, phụ thân ông qua đời, ông được thế tập tước vị Bình Quận vương (平郡王) đời thứ 4, tức Khắc Cần Quận vương đời thứ 6. Năm thứ 57 (1718), ông nhận lệnh theo Phủ viễn Đại tướng quân Dận Trinh suất quân thu phục Tây Tạng. Năm thứ 60 (1721), tiếp nhận sự vụ của Đại tướng quân.
Năm Ung Chính nguyên niên (1723), ông hồi kinh. Tháng 7 cùng năm, quản lý sự vụ của Thượng tứ viện (上駟院). Năm thứ 4 (1726), ông vì tham lam, tham nhũng của cải nên bị Ung Chính Đế cách bỏ tước vị. Tước vị sẽ do trưởng tử Phúc Bành thế tập. Năm Càn Long thứ 5 (1740), ngày 5 tháng 9 (âm lịch), giờ Dần, ông qua đời, thọ 51 tuổi. Lễ tang được chiếu theo nghi lễ của Quận vương mà thực hiện.

## Gia quyến

### Thê thiếp
- Đích Phúc tấn: Tào Giai thị (曹佳氏), con gái của Thông chính sứ Tào Dần (曹寅).
- Thứ thiếp:
  - Phác thị (樸氏), con gái của Mã Lưu (瑪琉).
  - Lữ thị (呂氏), con gái của Lữ Khuê (呂奎).
  - Từ thị (徐氏), con gái của Từ Hàng Phúc (徐降福).

### Con trai
1. Phúc Bành (福彭; 1708 – 1748), mẹ là Đích Phúc tấn Tào Giai thị. Năm 1726 được thế tập tước vị Bình Quận vương. Sau khi qua đời được truy thụy Bình Mẫn Quận vương (平敏郡王). Có một con trai.
2. Phúc Thông (福聰; 1709 – 1714), mẹ là Thứ thiếp Lữ thị. Chết yểu.
3. Phúc Chương (福彰; 1709 – 1711), mẹ là Thứ thiếp Từ thị. Chết yểu.
4. Phúc Tú (福秀; 1710 – 1755), mẹ là Đích Phúc tấn Tào Giai thị. Sau khi qua đời được truy phong phẩm cấp Bối tử. Có ba con trai.
5. Phúc Sùng (福崇; 1715 – 1716), mẹ là Thứ thiếp Lữ thị. Chết yểu.
6. Phúc Tĩnh (福靖; 1715 – 1759), mẹ là Đích Phúc tấn Tào Giai thị. Được phong làm Phụng quốc Tướng quân (奉國將軍) kiêm Nhị đẳng Thị vệ. Có ba con trai.
7. Phúc Đoan (福端; 1717 – 1730), mẹ là Đích Phúc tấn Tào Giai thị. Mất khi chưa kịp lập gia thất.